# 町田市立図書館
町田市立図書館（まちだしりつとしょかん）は、東京都町田市が運営する公立図書館の総称である。図書館は、稲城市、八王子市、府中市、調布市、町田市、日野市、多摩市および横浜市、川崎市、相模原市、大和市の在住者が、相互利用可能となっている。

## 概要
1947年（昭和22年）、当時の町田町に都立図書館設置運動が起こり、3回に渡って請願が出された。これをきっかけに1954年（昭和29年）、当時の町田町役場内に図書室（16.5㎡）が設置され、婦人会・青年団等に団体貸出を開始する。役場内に図書室が設置されてから約2年半後の1956年（昭和31年）には、町田市立図書館の前身となる町田町立図書館（538㎡）が開館する。当時の町立図書館は、都立日比谷図書館の払い下げ材木で建設され、蔵書数958冊、閲覧席180席だった。

## 沿革
- 1954年（昭和29年）3月 - 当時の町田町役場内に図書室（16.5㎡）を設置。婦人会・青年団等に団体貸出をする。
- 1956年（昭和31年）9月16日 - 町田町立図書館を開館
- 1958年（昭和33年）2月1日 - 町村合併に伴い町田市立図書館に改称
- 1970年（昭和45年）10月27日 - 移動図書館・そよかぜ1号車スタート
- 1972年（昭和47年）
  - 2月15日 - 鶴川分館を開館
  - 5月22日 - 本館（現さるびあ図書館）を開館
- 1974年（昭和49年）6月3日 - 金森分館を開館
- 1976年（昭和51年）7月15日 - 木曽山崎分館を開館
- 1977年（昭和52年）10月3日 - 鶴川分館を移転開館
- 1983年（昭和58年）9月25日 - 堺分館を開館
- 1990年（平成2年）11月30日 - 中央図書館を開館。同時に既存図書館の館名を、町田市立図書館はさるびあ図書館、鶴川・金森・木曽山崎・堺分館は分館から図書館に改称。
- 1998年（平成10年）12月1日 - 相模原市立図書館との相互利用を開始
- 2000年（平成12年）7月4日 - 金森図書館が現在の場所に移転開館
- 2007年（平成19年）10月28日 - 八王子市図書館との相互利用を開始
- 2008年（平成20年）4月1日 - 京王線沿線7市（稲城市、八王子市、府中市、調布市、町田市、日野市、多摩市）の図書館との相互利用を開始
- 2010年（平成22年）9月1日 - 忠生市民センター・小山市民センター・南町田駅前連絡所（南町田リエゾン）で図書館予約資料の受渡しサービスを開始[2]
- 2012年（平成24年）
  - 4月1日 - 川崎市立図書館との相互利用を開始
  - 10月17日 - 鶴川駅前図書館を開館
- 2015年（平成27年）
  - 3月5日 - 図書館全館と公式サイトがリニューアル。小型のICタグを導入し、利用者自身が図書や雑誌の貸出し・返却が行える「セルフ貸出機」と「セルフ返却機」を各図書館に設置[3]
  - 5月1日 - 忠生図書館を開館[4]
- 2016年（平成28年）
  - 1月12日 - 子どもセンターぱお分館（WAAAO）で図書館予約資料の受渡しサービスを開始[5]
  - 7月1日 - 成瀬コミュニティセンターで図書館予約資料の受渡しサービスを開始[6]
- 2019年（令和元年）
  - 5月15日 - 大和市立図書館との相互利用を開始[7]
  - 12月25日 - 中央図書館のレーザーディスク館内視聴サービスを終了[1]
- 2020年（令和2年）11月1日 - 横浜市立図書館との相互利用を開始
- 2021年（令和3年）5月24日 - 玉川学園コミュニティセンターで図書館予約資料の受渡しサービスを開始[8]
- 2022年（令和4年）
  - 4月1日 - 鶴川駅前図書館の運営業務において指定管理者制度を導入[9]。
  - 10月18日 - 電子書籍サービスを開始[10]。
- 2023年（令和5年）
  - 1月31日 - 施設閉鎖に伴い、南町田駅前連絡所（南町田リエゾン）での図書館予約資料の受渡しサービスを終了[11]。
  - 2月1日 - まちライブラリー＠南町田グランベリーパークで図書館予約資料の受渡しサービスを開始[12]
  - 5月23日 - 久美堂本町田店で図書館予約資料の受渡しサービスを開始[13]
- 2025年（令和7年）
  - 2月28日 - 民節民営の図書コミュニティ施設への転換に伴い、鶴川図書館を閉館。
  - 3月25日 - 図書館情報システム及び図書館ホームページをリニューアル。
  - 4月1日 - つるかわ図書コミュニティ施設「つるぼん」（旧・鶴川図書館）で図書館予約資料の受渡しサービスを開始。

## 施設

### 図書館
- 中央図書館
  - 住所：東京都町田市原町田3-2-9

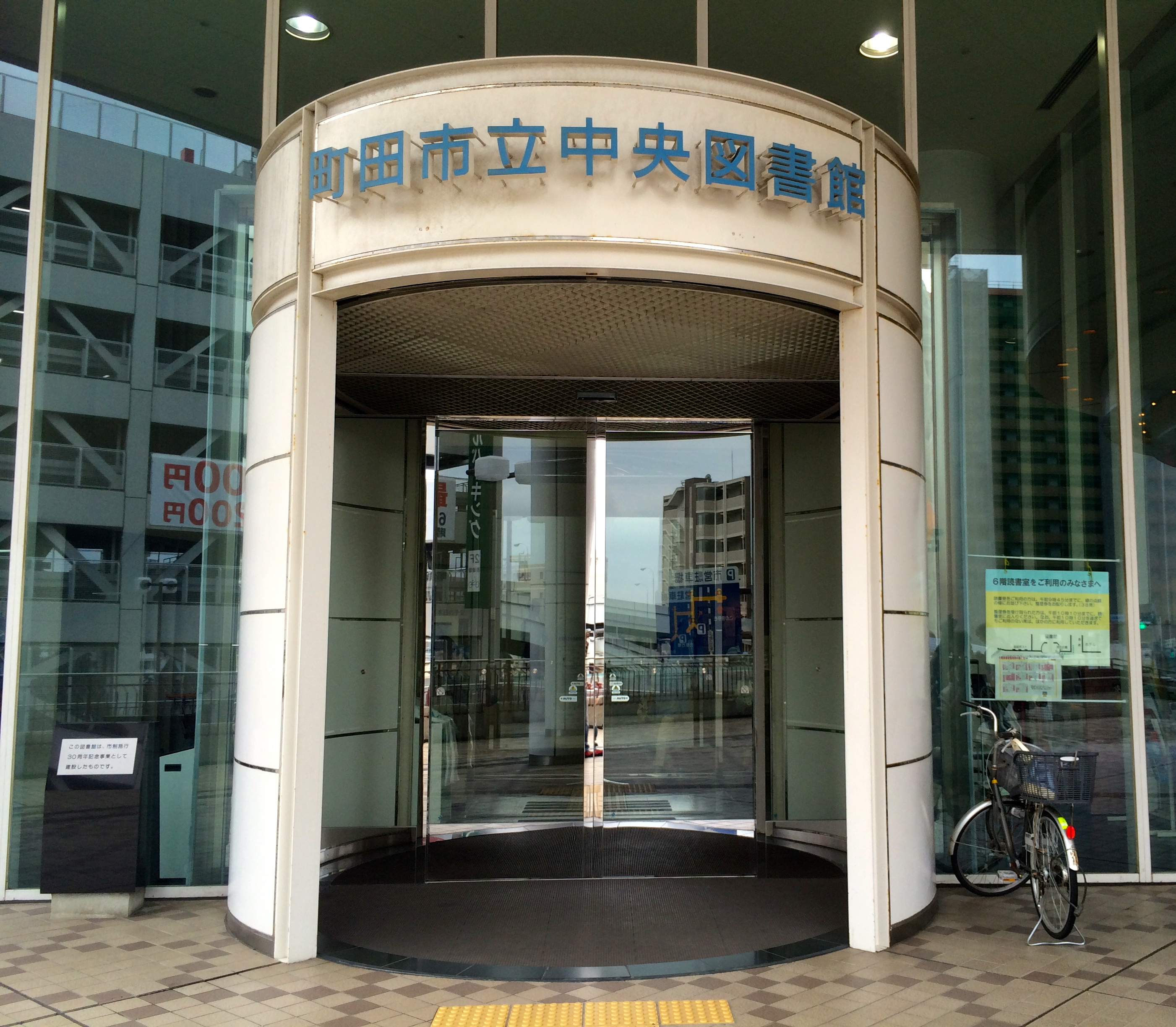
町田市立中央図書館

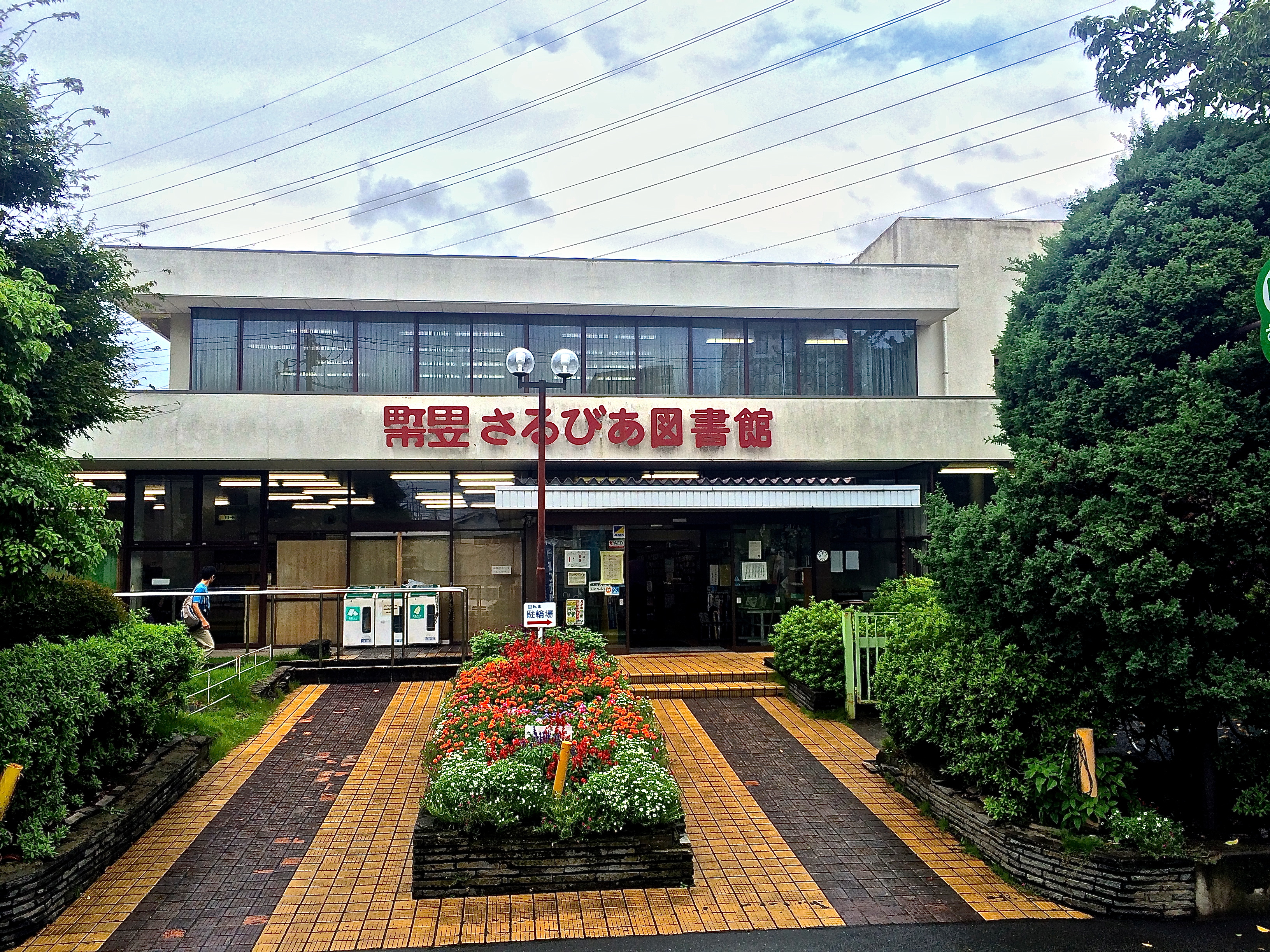
町田市立さるびあ図書館

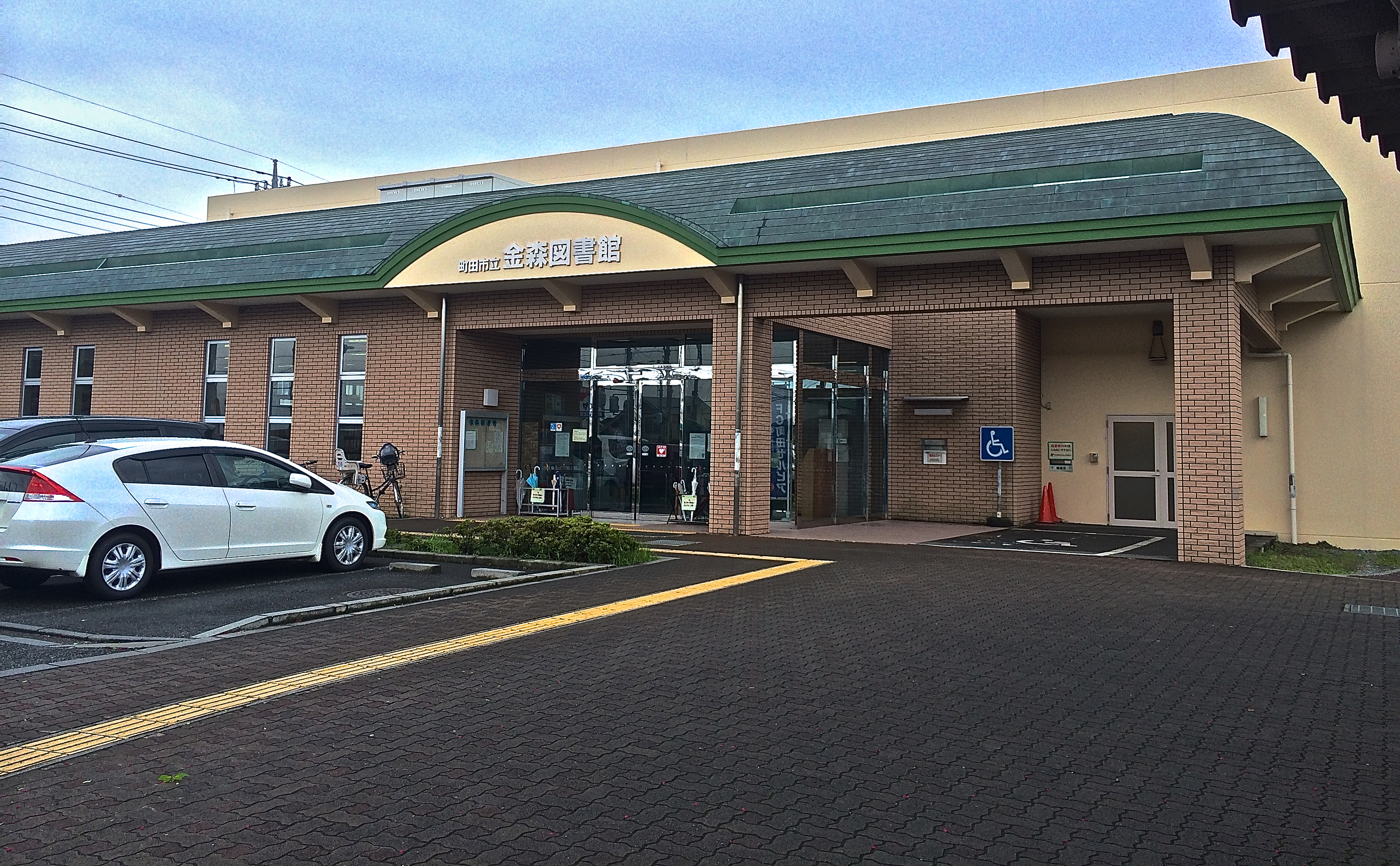
町田市立金森図書館

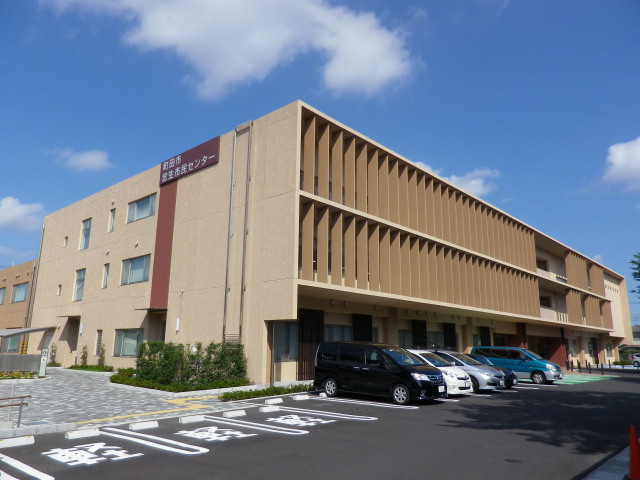
町田市立忠生図書館

  - 開設年月日：1990年（平成2年）11月30日開館
  - 延床面積：5,968㎡（うち専有部分5,262㎡）
  - 蔵書数：536,296冊（2021年度）[1]
  - 読書室：38席
  - アクセス：JR横浜線町田駅ターミナル口から徒歩2分、小田急小田原線町田駅西口から徒歩8分。
  - 備考：シティホテルと同居するユニークさで知られる。開館時に盗難防止装置を導入し、話題となった。

- さるびあ図書館
  - 住所：東京都町田市中町2-13-23
  - 開設年月日：1972年（昭和47年）5月22日開館
  - 延床面積：1,234.32㎡
  - 蔵書数：133,109冊（2021年度）[1]
  - 読書室：84席（その他、多目的室が8席あり）
  - アクセス：小田急小田原線町田駅北口から徒歩15分、JR町田駅から徒歩20分。町田バスセンターから「図書館前」バス停下車徒歩1分（平日のみ運行）。駐車場（18台分）あり。

- 鶴川駅前図書館
  - 住所：東京都町田市能ヶ谷1-2-1 和光大学ポプリホール鶴川2階
  - 開設年月日：2012年（平成24年）10月17日開館
  - 指定管理者：
    - 施設管理業務：町田市文化施設指定管理共同事業体（町田市文化・国際交流財団、和光産業）[9]
    - 図書館運営業務：久美堂・ヴィアックス共同事業体[9]

  - 延床面積：1,190㎡
  - 蔵書数：111,138冊（2021年度）[1]
  - アクセス：小田急小田原線鶴川駅北口から徒歩3分。

- 金森図書館
  - 住所：東京都町田市金森東3-5-1
  - 開設年月日：1974年（昭和49年）6月3日開館、2000年（平成12年）7月4日移転
  - 延床面積：1,499.50㎡
  - 蔵書数：126,581冊（2021年度）[1]
  - アクセス：町田バスセンターから「市営住宅入口」バス停下車徒歩10分。JR横浜線成瀬駅南口から「金森図書館前」バス停下車徒歩1分。駐車場（38台分）あり。

- 木曽山崎図書館
  - 住所：東京都町田市山崎町2160
  - 開設年月日：1976年（昭和51年）7月15日開館
  - 延床面積：320.6㎡
  - 蔵書数：53,621冊（2021年度）[1]
  - アクセス：町田バスセンターから「山崎団地センター」バス停下車徒歩1分。

- 忠生図書館
  - 住所：東京都町田市忠生3-14-2 忠生市民センター2階
  - 開設年月日：2015年（平成27年）5月1日開館
  - 延床面積：1,228.79㎡
  - 蔵書数：102,542冊（2021年度）[1]
  - アクセス：町田バスセンターから「根岸」バス停下車徒歩2分。駐車場（82台分）あり。

- 堺図書館
  - 住所：東京都町田市相原町795-1 堺市民センター1階
  - 開設年月日：1983年（昭和58年）9月25日開館
  - 延床面積：429㎡
  - 蔵書数：68,417冊（2021年度）[1]
  - アクセス：JR横浜線相原駅東口から徒歩5分。駐車場（56台分）あり。

### 図書館以外の貸出・返却施設

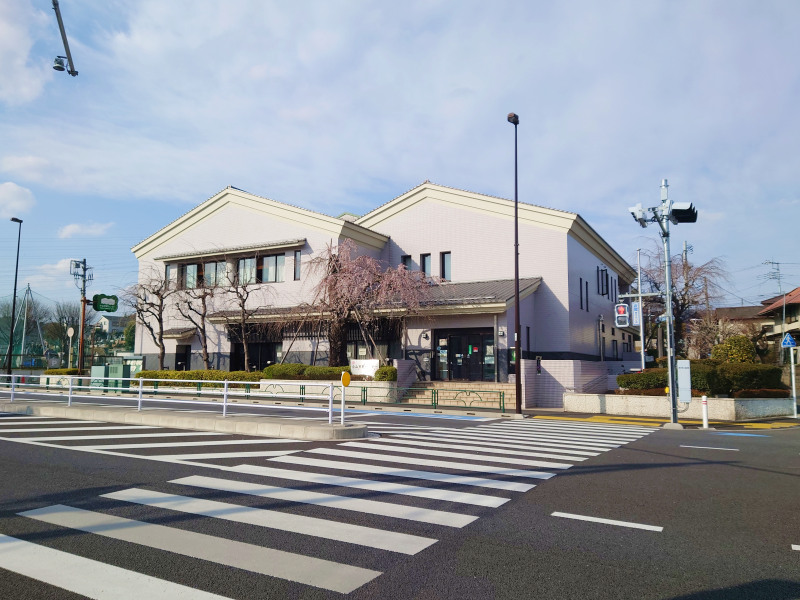
町田市小山市民センター

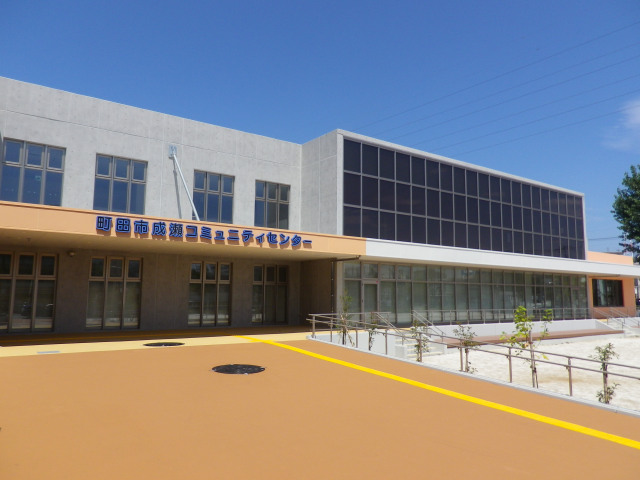
町田市成瀬コミュニティセンター

下記の公共施設・民間施設では、図書館資料の予約、予約した図書館資料の受取、図書館資料の返却を行うことができる。
- 小山市民センター
  - 住所：東京都町田市小山町2507-1
  - アクセス：京王相模原線多摩境駅から徒歩約10分。駐車場（24台分）あり。
- 子どもセンターぱお分館（WAAAO）
  - 住所：東京都町田市小山ヶ丘4-1-13 ゲートヒルズ多摩境パークフロント3階
  - アクセス：京王相模原線多摩境駅から徒歩約8分。
- つるかわ図書コミュニティ施設「つるぼん」（旧・鶴川図書館）
  - 住所：東京都町田市鶴川6-7-2（1-101）
  - アクセス：小田急小田原線鶴川駅から「センター前」バス停下車徒歩1分。駐車場（33台分）あり。
- 久美堂本町田店
  - 住所：東京都町田市本町田996
  - アクセス：町田バスセンターから「養運寺」バス停下車徒歩1分。
- 玉川学園コミュニティセンター
  - 住所：東京都町田市玉川学園2-19-12
  - アクセス：小田急小田原線玉川学園前駅北口から徒歩約1分。
- 成瀬コミュニティセンター
  - 住所：東京都町田市西成瀬2-49-1
  - アクセス：町田バスセンターもしくは成瀬駅から「成瀬コミュニティセンター前」バス停下車徒歩1分。駐車場あり。
- まちライブラリー＠南町田グランベリーパーク
  - 住所：東京都町田市鶴間3-1-4 南町田グランベリーパーク パークライフ棟1階
  - アクセス：東急田園都市線南町田グランベリーパーク駅グランベリーパーク口から徒歩約4分。

### 移動図書館
- そよかぜ号

1台あたり約3,500冊の本を積み、本の貸出・返却、予約サービス（新刊雑誌・マンガを除く）等を行っている。さるびあ（車両数：2台）・堺（車両数：1台）の両図書館を拠点とし、2週間に1度の頻度で市南部から市北部の市内広域（合計64箇所）を巡回して、遠隔地の利便を図っている。

## 参考
1. 1 2 3 4 5 6 7 8 9 10 11 12 13 14  町田の図書館 2021年度町田市立図書館
2. ↑  広報まちだ 2010年8月21日号 2面町田市（2010年8月21日）
3. ↑  町田市立図書館が生まれ変わります町田市（2015年2月4日）
4. ↑  市内で8館目となる忠生図書館が開館します 町田市（2015年4月20日）
5. ↑  子どもセンターぱお分館「WAAAO（わーお）」オープン！町田市（2015年12月11日）
6. ↑  7月1日リニューアルオープン 成瀬コミュニティセンター落成式 開催町田市（2016年6月15日）
7. ↑  大和市と市立図書館の相互利用に関する協定を締結 町田市（2019年3月14日）
8. ↑  “玉川学園コミュニティセンターの開所について”.   町田市議会 (2021年3月10日). 2021年5月23日閲覧。
9. 1 2 3  “指定管理者制度導入施設一覧”.   町田市. 2022年10月17日閲覧。
10. ↑  “【予告②】「電子書籍サービス」が始まります！”.   町田市立図書館 (2022年10月15日). 2022年10月17日閲覧。
11. ↑  “南町田駅前連絡所（南町田リエゾン）”.   町田市. 2022年10月17日閲覧。
12. ↑  “予約資料受渡しサービス拠点の移転について（南町田駅前連絡所）”.   町田市立図書館 (2022年12月15日). 2022年12月16日閲覧。
13. ↑  “久美堂本町田店で図書館の本の受渡しサービス開始”.   町田市 (2023年4月25日). 2023年5月23日閲覧。